# Tamworth
Tamworth es un pueblo y un distrito no metropolitano del condado de Staffordshire (Inglaterra), fue la capital del Reino de Mercia

## Geografía
Según la Oficina Nacional de Estadística británica, Tamworth tiene una superficie de 30,85 km².

## Demografía
Según el censo de 2001, Tamworth tenía 74 531 habitantes (49,24 % varones, 50,76 % mujeres) y una densidad de población de 2415,92 hab/km². El 22,47 % eran menores de 16 años, el 72,65 % tenían entre 16 y 74, y el 4,88 % eran mayores de 74. La media de edad era de 35,99 años. 
Según su grupo étnico, el 98,09 % de los habitantes eran blancos, el 0,65 % mestizos, el 0,53 % asiáticos, el 0,5 % negros, el 0,14 % chinos, y el 0,08 % de cualquier otro. La mayor parte (97,4 %) eran originarios del Reino Unido. El resto de países europeos englobaban al 1,44 % de la población, mientras que el 0,27 % había nacido en África, el 0,5 % en Asia, el 0,28 % en América del Norte, el 0,01 % en América del Sur, el 0,07 % en Oceanía, y el 0,02 % en cualquier otro lugar. El cristianismo era profesado por el 76,79 %, el budismo por el 0,09 %, el hinduismo por el 0,24 %, el judaísmo por el 0,02 %, el islam por el 0,17 %, el sijismo por el 0,17 %, y cualquier otra religión por el 0,18 %. El 15,47 % no eran religiosos y el 6,87 % no marcaron ninguna opción en el censo.
El 43,73 % de los habitantes estaban solteros, el 42,25 % casados, el 1,74 % separados, el 7 % divorciados y el 5,28 % viudos. Había 29 380 hogares con residentes, de los cuales el 23,24 % estaban habitados por una sola persona, el 11,59 % por padres solteros con o sin hijos dependientes, el 63,68 % por parejas (52,95 % casadas, 10,72 % sin casar) con o sin hijos dependientes, y el 1,5 % por múltiples personas. Además, había 330 hogares sin ocupar y 30 eran alojamientos vacacionales o segundas residencias.